# Første franske republik
Den Første franske republik (fransk: Première République, officielt République française) blev oprettet den 22. september 1792 af det nyligt oprettede Nationalkonvent. Den første franske republik varede til det Første franske imperium i 1804 under Napoleon. Republikken var karakteriseret af monarkiets afskaffelse, oprettelsen af Nationalkonventet og det berygtede terrorregime, oprettelsen af Direktoriet, Thermidorreaktionen og til slut overgangen til konsulatet og Napoleons magtovertagelse.

## Afskaffelsen af monarkiet i Frankrig
Under den Lovgivende forsamling, der havde magten før proklamationen af den Første Republik, var Frankrig i krig med Preussen og Østrig. I juli 1792 udsendte hertugen af Braunschweig, der var øverkommanderende for den østrig-preussiske hær, sit Braunschweig-manifest, hvori han truede med at ødelægge Paris, hvis kong Ludvig 16. af Frankrig led overlast. Den udenlandske trussel eskalerede blot Frankrigs politiske kaos midt i den franske revolution og øgede passionen og følelsen af uopsættelighed blandt de forskellige fraktioner. 10. august 1792 stormede franske borgere residensslottet Tuilerierne og dræbte 600 medlemmer af kongens Schweizergarde, idet de insisterede på at få kongen fjernet.
En fornyet frygt for antirevolutionære handlinger førte til yderligere vold, og i den første uge af september 1792 brød store parisiske folkemængder ind i byens fængsler, hvor de dræbte over halvdelen af fangerne - heriblandt adelige, gejstlige og politiske fanger, men også mange almindelige kriminelle som prostituerede og tyve, der blev myrdet i deres celler, ofte voldtaget, dolket og stukket ihjel i det, der senere blev kendt som Septembermordene.

## Nationalkonventet
Efter den eskalerende vold og monarkiets politiske ustabilitet blev et hold af seks medlemmer af Frankrigs lovgivende forsamling sat til at føre tilsyn med frie valg. Den resulterende Konventet blev grundlagt med det dobbelte formål at afskaffe monarkiet og lave en kladde til en ny forfatning. Konventets første handling var at etablere den Første Franske Republik og officielt fratage kongen al politisk magt. Ludvig 16, der dermed blev en privat borger med sit familienavn Capet, blev retsforfulgt for højforræderi i en retssag, der begyndte i december 1792. 16. januar 1793 blev han dømt skyldig og 21. januar blev han guillotineret.
Vinteren 1792 og foråret 1793 var Paris plaget af hungersnød og deraf følgende optøjer. Det nye Konvent gjorde ikke meget for at udbedre det, da det koncentrerede sig om krigen. Endelig 6. april 1793 oprettede Konventet Velfærdskommiteen, der fik en nærmest uoverskuelig opgave: At håndtere Enragés' radikale bevægelser, hungersnød og optøjer, oprøret i Vendée og i Bretagne, dens hærs nylige nederlag og dens kommanderende generals desertering. Velfærdskommiteens bedst kendte tiltag var at indføre en terrorpolitik og betydeligt øge anvendelsen af guillotinen overfor dem, der blev anset som republikkens fjender, hvilket blot eskalerede indtil det udviklede sig til det, der i dag kendes som Terrorregimet.
På trods af voksende utilfredshed med Nationalkonventet som herskende forsamling, udsendte den i juni en ny forfatning, som blev ratificeret ved folkeafstemning først i august. Velfærdskommiteen blev set som en "nødregering", og de rettigheder, der var blevet garanteret alle i Erklæringen om menneskets og borgerens rettigheder fra 1789 og den nye forfatning, forblev suspenderet under Kommitrens kontrol.

## Direktoriet
Efter Robespierre blev arresteret og henrettet 28. juli 1794, blev Jakobinerklubben lukket, og de overlevende Girondinere blev genindsat. Et år senere vedtog Nationalkonventet en ny forfatning. Det genetablerede religionsfrihed, begyndte at frigive et stort antal fanger og udskrev nyvalg til en ny lovgivende forsamling. 3. november 1795 blev Direktoriet etableret. I dette system blev Frankrig ledet af et parlament med to kamre - et overhus De ældstes råd (med 250 medlemmer) og et underhus Femhundrederådet (med 500 medlemmer), samt et kollektiv på fem, der udgjorde den udøvende magt og blev kaldt Direktoriet. På grund af intern ustabilitet forårsaget af hyperinflation af papirpengene assignats, og de franske militærkatastrofer i 1798 og 1799, varede Direktoriet kun fire år og blev væltet ved kuppet 9. november 1799.

## Konsulatet
Perioden, der kendes som Konsulatet, begyndte med 18. brumaire-kuppet i 1799. Medlemmer af Direktoriet var selv med til at planlægge kuppet, hvilket også klart viser Direktoriets falmende magt. Napoleon Bonaparte, en medkonspirator, blev efter kuppet indsat som regeringschef med titel af Førstekonsul. Nogle år senere udråbte han sig selv til De franskes kejser. Det markerede afslutningen på den Første Franske Republik og begyndelsen på det Første franske kejserrige.